# 미국 북동부

미국 북동부의 지도

미국 북동부(美國 北東部, 영어: Northeastern United States, Northeast, East Coast, American Northeast)는 미국의 북동쪽에 있는 지역이다. 뉴욕주, 뉴저지주, 뉴햄프셔주, 로드아일랜드주, 매사추세츠주, 메인주, 버몬트주, 코네티컷주, 펜실베이니아주로 이루어져 있고 델라웨어주와 메릴랜드주도 포함될 경우도 있다. 뉴잉글랜드를 완전히 포함하고 있으며 필그림들이 처음 도착한 곳이다.
보스턴, 뉴욕, 필라델피아, 워싱턴 DC 등 미국 최대의 대도시권들이 포함되어 있으며 비교적 인구밀도가 높다.

## 같이 보기
- 노스이스트 코리더